# Katinka Faragóová
Katerina „Katinka“ Faragóová, nepřechýleně Katerina „Katinka“ Faragó, známá též jako Katinka Lundberg (16. prosince 1936, Vídeň — 26. listopadu 2024, Vaxholm) byla švédská filmová scenáristka, vedoucí produkce a producentka. Byla také členkou poroty 43. ročníku Mezinárodního filmového festivalu v Berlíně. Třikrát získala nejvyšší švédské filmové ocenění Zlatohlávek. Dvakrát v kategorii produkce za nejlepší film: v roce 1991 za God afton, Herr Wallenberg a v roce 1998 za povídkový film Tik Tak. Kromě toho v roce 2017 získala tzv. Čestného Zlatohlávka, který se uděluje za celoživotní přínos filmu. Navíc v roce 2009 byla vyznamenána královskou medaili Litteris et Artibus za celoživotní přínos švédské kultuře.

## Život a dílo
Katinka Faragóová se narodila 16. prosince 1936 ve Vídni, Rakousko, v rodině maďarsko-židovského původu. Celá její rodina musela dvakrát uprchnout před šířícím se nacismem, nejprve z Maďarska, poté z Rakouska. Nakonec se všichni v roce 1940 trvale usadili ve Švédsku.

### Scenáristka a filmová producentka
Její otec, Alexander Faragó (1899–1957) byl uznávaný spisovatel, od poloviny 40. let postupně napsal scénáře k řadě švédských filmů. Dceru bral s sebou na natáčení různých filmů, ještě nedospělá začala nejprve neoficiálně, později oficiálně pomáhat v pomocných funkcích, např. byla uvedena jako asistentka scenáristy. To vedlo k tomu, že již v sedmnácti letech napsala scénář k filmové adaptaci románu Harryho Martinsona Vägen till Klockrike (1953).
V letech 1955–1965 byla Faragó zaměstnána jako scenáristka ve společnosti Svensk Filmindustri. Poté deset let pracovala jako scenáristka na volné noze, než se stala produkční manažerkou. Sedm let byla vedoucí produkce v Bergmanově filmové společnosti Cinematograph a poté byla jmenována vedoucí produkce a producentkou ve Švédském filmovém institutu (1985–1990). V letech 1990–2002 působila jako producentka ve společnosti Sandrews. S Ingmarem Bergmanem spolupracovala i v pozdějších letech, celkem se s jeho týmem podílela na 19 filmových produkcích a byla jeho nejbližší spolupracovnicí.
Pokud bereme v úvahu všechny různé druhy práce ve filmovém průmyslu, od scenáristky až po producentku, její jméno (od roku 1967 s křestním jménem zapisovaným „Katinka“, což původně byla přezdívka jména Katerina) najdeme u 125 filmů z let 1950–2010. To je ve švédském filmovém průmyslu zcela ojedinělé. Z těchto 125 filmů je v prvních 25 letech zapsaná jako scenáristka u 50 filmů, mezi poslední scénáře patří výpravný epos režiséra Jana Troella Emigranti (Vystěhovalci) podle románu Vilhelma Moberga a Kouzelná flétna (1975) Ingmara Bergmana.

### Osobní život
Faragó se v roce 1963 provdala za Raymonda Lundberga (kdy jejich manželství skončilo není v dostupných zdrojích uvedeno). V roce 1984 se znovu provdala za televizního producenta Månse Reuterswärda. Z prvního manželství má dvě dcery.

### Ocenění a vyznamenání
Katinka Faragó získala následující ocenění a vyznamenání (oba uvedené filmy získaly ještě Zlatohlávky v dalších kategoriích a jiná ocenění, viz sekce Filmografie):
- 1991: nejvyšší švédské filmové ocenění Zlatohlávek za film God afton, Herr Wallenberg (Dobrý večer, pane Wallenbergu) z roku 1990.
- 1998: nejvyšší švédské filmové ocenění Zlatohlávek za povídkový film Tik Tak (švédsky Tic Tac) z roku 1997.
- 2009: Vyznamenána královskou medaili Litteris et Artibus za celoživotní přínos švédské kultuře.
- 2017: Čestný Zlatohlávek, který se uděluje za celoživotní přínos filmu.

Kromě toho film Juloratoriet z roku 1996 byl na Zlatohlávka v kategorii nejlepší film nominován, ale nezískal ho.

### Kniha rozhovorů
Vzhledem k práci s tolika různými režiséry a filmovými týmy, a v neposlední řadě díky třicetileté spolupráci s Ingmarem Bergmanem, se stala ve švédském filmovém průmyslu legendou. Vždy byla respektována pro své odborné znalosti. V roce 2008 vydala Birgitta Kristofferssonová knihu rozhovorů, která později vyšla také jako audiokniha: Katinka och regissörerna: 125 filmer och 55 år bakom kameran (Katinka a režiséři: 125 filmů a 55 let za kamerou).

## Filmografie (výběr)

### Scénáře
- 1954: Gud Fader och tattaren, režie Hampe Faustman
- 1957: Sedmá pečeť, režie Ingmar Bergman
- 1958: Jazzgossen, režie Hasse Ekman
- 1964: Älskande par (Milenecká dvojice), režie Mai Zetterlingová
- 1964: 491, režie Vilgot Sjöman
- 1971: Emigranti (Vystěhovalci), režie Jan Troell
- 1975: Kouzelná flétna, režie Ingmar Bergman

### Vedoucí produkce
- 1976: En dåres försvarstal (TV seriál), režie Kjell Grede
- 1978: Podzimní sonáta, režie Ingmar Bergman
- 1981: Sally och friheten, režie Gunnel Lindblomová
- 1982: Fanny a Alexandr, režie Ingmar Bergman
- 1986: Oběť, režie Andrej Tarkovskij

### Filmová producentka
- 1984: Bakom jalusin, drama, koprodukce Švédsko a Dánsko, scénář a režie Stig Björkman.
- 1987: Hip hip hurra!, životopisné drama, koprodukce Švédsko, Dánsko a Norsko, scénář a režie Kjell Grede.
- 1989: Ženy na střeše, drama, Švédsko, scénář Carl-Gustaf Nykvist a Lasse Summanen, režie Carl-Gustaf Nykvist.
- 1989: Leningradští kovbojové dobývají Ameriku, komedie, road movie, scénář a režie Aki Kaurismäki (též podíl na produkci).
- 1989: Papírová hvězda, drama, koprodukce Finsko a Švédsko, scénář Antti Lindqvist a Mika Kaurismäki, režie Mika Kaurismäki (též podíl na produkci).
- 1990: Blankt vapen, thriller, Švédsko, scénář: Carl-Gustaf Nykvist, Lasse Summanen, režie Carl-Gustaf Nykvist.
- 1990: Děvče ze sirkárny, drama/komedie, koprodukce Finsko a Švédsko, scénář a režie Aki Kaurismäki (též podíl na produkci).
- 1990: God afton, Herr Wallenberg – En Passionshistoria från verkligheten (Dobrý večer, pane Wallenbergu – Příběh vášně ze skutečného života): film podle skutečných událostí, příběh Raoula Wallenberga, který za 2. světová války pracoval na velvyslanectví v Budapešti. Drama, scénář a režie Kjell Grede. Ocenění: 4x Zlatohlávek: nejlepší film (Katinka Faragóvá), nejlepší scénář, nejlepší režie, nejlepší kamera (Esa Vuorinen), dále Kjell Grede Cena Andreas na MFF Haugesund. Nominace: Zlatý medvěd za nejlepší film na Berlinale a Amanda Awards.[5]
- 1992: Jönssonligan & den svarta diamanten, krimi komedie, Švédsko, scénář a režie Hans Åke Gabrielsson.
- 1993: Sista dansen, thriller, koprodukce Dánsko, Norsko a Švédsko, scénář a režie Colin Nutley.
- 1995: Jönssonligans största kupp, krimi komedie, koprodukce Švédsko a Polsko, scénář a režie Hans Åke Gabrielsson.
- 1996: Juloratoriet, drama, koprodukce Švédsko, Norsko a Dánsko, scénář a režie Kjell-Åke Andersson.
- 1997: Tik Tak (švédsky Tic Tac), povídkový film, scénář Hans Renhäll, režie Daniel Alfredson. Ocenění: 3x Zlatohlávek: nejlepší film (Katinka Faragóvá), nejlepší režie, nejlepší herec ve vedlejší roli (Emil Forselius). Nominace: Zlatohlávek: nejlepší scénář, Amanda Awards: kategorie Nejlepší severský film (Daniel Alfredson), MFF Karlovy Vary: Velká cena – Křišťálový glóbus (Daniel Alfredson).[6]
- 2003: Kommer du med mig då, drama, koprodukce Švédsko, Dánsko, Norsko a Finsko, scénář a režie Kjell Grede (románová předloha Torgny Lindgren).
- 2004: Populärmusik från Vittula, komedie, koprodukce Švédsko a Finsko, scénář Reza Bagher a Erik Norberg, režie Reza Bagher (knižní předloha Mikaela Niemiho vyšla česky nejméně ve dvou vydáních pod názvem Popmusic z Vittuly).[7]